# Hrabstwo Deer Lodge

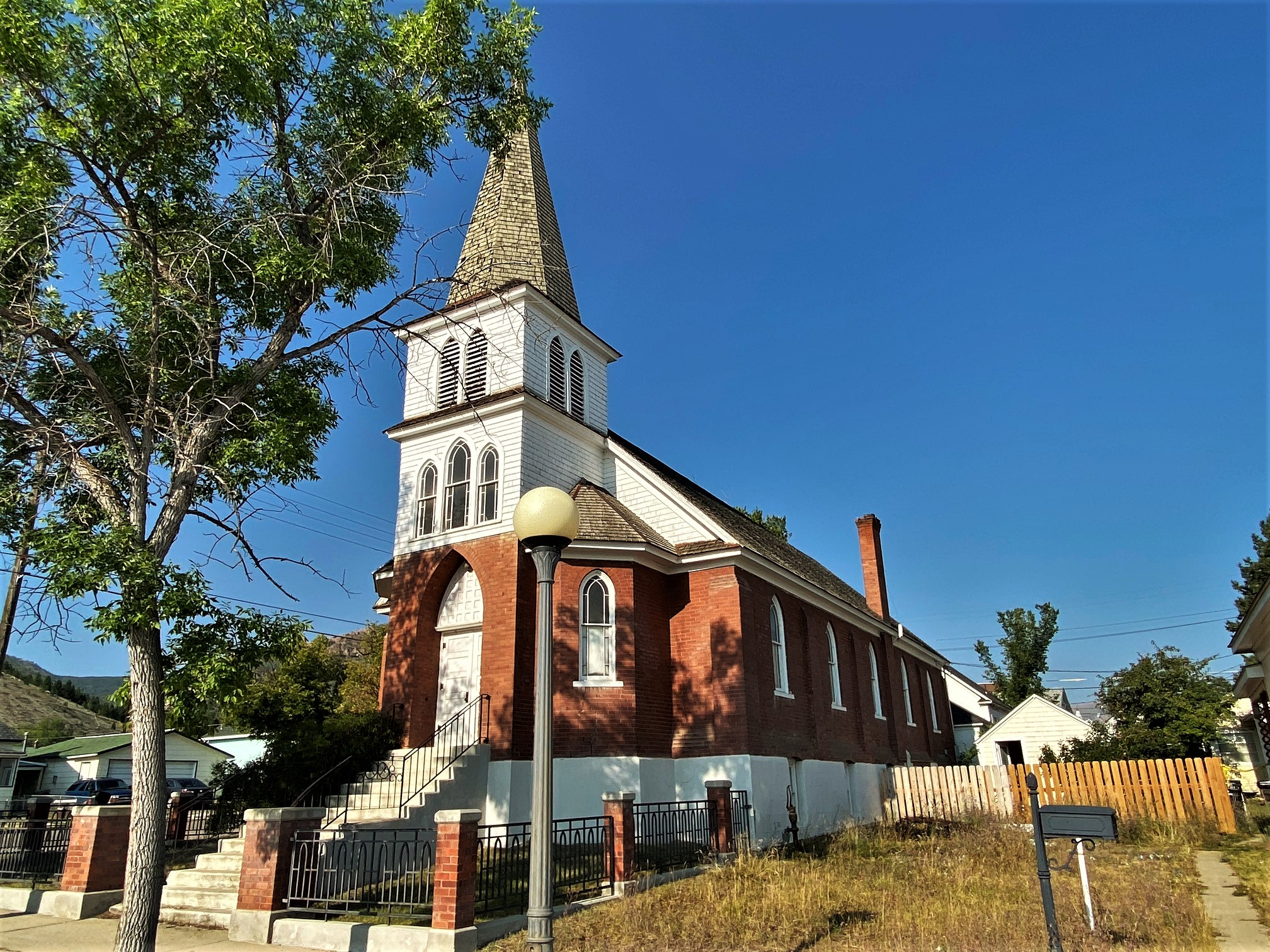
Szwedzki Kościół luterański

Hrabstwo Deer Lodge (ang. Deer Lodge County) – hrabstwo w stanie Montana w Stanach Zjednoczonych. Według szacunków United States Census Bureau w roku 2023 miało 9673 mieszkańców. Siedzibą hrabstwa jest Anaconda.

## Miasta
- Anaconda

## Sąsiednie hrabstwa
- Hrabstwo Granite – północny zachód
- Hrabstwo Powell – północ
- Hrabstwo Jefferson – wschód
- Hrabstwo Silver Bow – południowy wschód
- Hrabstwo Beaverhead – południe
- Hrabstwo Ravalli – zachód

## Demografia
Według danych pięcioletnich z 2022 roku, 89,6% mieszkańców stanowiła ludność biała nielatynoska, 5,7% było rasy mieszanej, 3,7% to Latynosi jakiejkolwiek rasy, 1,8% rdzenna ludność Ameryki, 0,54% ludność czarna lub Afroamerykanie, 0,48% Azjaci i 0,07% pochodziło z wysp Pacyfiku.
Do największych grup należały osoby pochodzenia niemieckiego (21,8%), irlandzkiego (19,8%), angielskiego (10,4%), francuskiego (6,2%), „amerykańskiego” (5,9%), norweskiego (5,3%) i włoskiego (4,3%).
Średni dochód gospodarstwa domowego (dane z 2022) w hrabstwie wynosi 46 436 dolarów, zaś dochód na mieszkańca 30 185 dolarów. 14% mieszkańców żyje poniżej relatywnej granicy ubóstwa.

## Religia
W 2020 roku największe członkostwo w hrabstwie deklaruje Kościół katolicki, z 24,5% populacji. Ponadto obecne są różne grupy protestanckie (w tym baptyści Converge), mormoni (2,2%) i świadkowie Jehowy (1,7%).

## Polityka
Hrabstwo było jednym z pięciu w Montanie, które w wyborach prezydenckich 2024 przeważająco głosowały na kandydata Partii Demokratycznej. Jednak przewaga Kamali Harris, nad Donaldem Trumpem była nieznaczna i wyniosła 48,9% do 47,8%. Wynik Donalda Trumpa okazał się najlepszym wynikiem Republikanina w hrabstwie, od 1956 roku.